# Meridiano 124 W
O meridiano 124 W é um meridiano que, partindo do Polo Norte, atravessa o Oceano Ártico, América do Norte, Oceano Pacífico, Oceano Antártico, Antártida e chega ao Polo Sul. Forma um círculo máximo com o Meridiano 56 E.
Começando no Polo Norte, o meridiano 124º Oeste tem os seguintes cruzamentos:
| País, território ou mar  | Notas                                                                                           |
| ------------------------ | ----------------------------------------------------------------------------------------------- |
| Oceano Ártico            |                                                                                                 |
| Mar de Beaufort          |                                                                                                 |
| Estreito de McClure      |                                                                                                 |
| Canadá                   | Ilha Banks, Territórios do Noroeste                                                             |
| Mar de Beaufort          | Baía Burnett                                                                                    |
| Canadá                   | Ilha Banks, Territórios do Noroeste                                                             |
| Golfo de Amundsen        |                                                                                                 |
| Canadá                   | Territórios do Noroeste - passa no Grande Lago do Urso Yukon - cerca de 7 km Colúmbia Britânica |
| Estreito de Geórgia      |                                                                                                 |
| Canadá                   | Colúmbia Britânica - Ilha de Vancouver                                                          |
| Estreito de Juan de Fuca |                                                                                                 |
| Estados Unidos           | Washington Oregon                                                                               |
| Oceano Pacífico          | Passa a oeste da costa do Oregon, Estados Unidos                                                |
| Estados Unidos           | Oregon Califórnia                                                                               |
| Oceano Pacífico          |                                                                                                 |
| Oceano Antártico         |                                                                                                 |
| Antártida                | Território não reivindicado                                                                     |